# Blauer See (Ratingen)
Der Blaue See liegt auf dem Gebiet der Stadt Ratingen bei Düsseldorf. Er entstand Mitte der 1930er Jahre aus einem stillgelegten Kalksteinbruch, der mit Grundwasser volllief.

## Steinbrüche
Das Unternehmen Ratinger Kalkwerke GmbH förderte hier Kalk in zwei Gruben. Der Betrieb schloss 
1932 wegen fehlender Produktivität. Nach Beendigung des Abbaubetriebes sammelte sich das Grundwasser und der Blaue See entstand. Er hat eine Fläche von etwa 2,2 ha.
Der See ist bis zu 10 Meter tief. Die oft genannten 35 Meter beziehen sich auf die Gesamtgrubentiefe. An seinen Steilufern lässt sich die Umwandlung des Kalksteins zu Dolomit in allen Phasen erkennen. Man kann mit Mietbooten an diese Steilufer heranfahren und die unterschiedlich fortgeschrittenen Umwandlungsstufen aus der Nähe betrachten.
Eine zweite verbliebene Grube wird das Graue Loch genannt.

## Naturbühne Blauer See
Überregional bekannt wurde der Blaue See durch die gleichnamige Naturbühne auf dem Ufergelände.
Nach ersten Anfängen wurde diese von 1952 bis 1994 jeweils von Mai bis September gemeinsam vom Kreis Mettmann und der Stadt Ratingen betrieben.
Unter anderem fanden hier von 1949 bis 1994 Karl-May-Festspiele statt und viele Aufführungen von „Winnetou“ mit Pierre Brice als Hauptdarsteller. Von 1998 bis 2010 veranstaltete Sven Väth an selber Stelle eine jährliche Techno-Party mit bis zu 10.000 Besuchern.
Seit 1999 werden in den Sommermonaten jährlich wechselnde Theaterinterpretationen von Klassikern der Kinder- und Jugendliteratur aufgeführt (z. B. Ronja Räubertochter, Michel aus Lönneberga, Pippi Langstrumpf, Der Räuber Hotzenplotz, Das Dschungelbuch).
Zu den vielen weiteren Freizeitangeboten, insbesondere für Kinder, gehören u. a. ein Märchenzoo, ein Minigolfplatz sowie Hüpfburgen, Trampoline und eine Bahn für Elektrocarts („Erlebniswelt“).